# Hanns Bohatta
Hanns Bohatta, född 1864 och död 1947, var en österrikisk biblioteksman.
Bohatta var 1905–23 bibliotekarie vid universitetsbiblioteket i Wien. Bland Bohattas skrifter märks Deutsches Anonymen-Lexikon (1902–28) och Deutsches Pseudonymen-Lexikon (1906), båda tillsammans med Michael Holzmann (1860–1930), samt Bibliographie der Livres d'heures (1909, 2:a upplagan 1924).